# Andreaea microphylla
Andreaea microphylla är en bladmossart som beskrevs av C. Müller 1898. Andreaea microphylla ingår i släktet sotmossor, och familjen Andreaeaceae. Inga underarter finns listade i Catalogue of Life.